# Fernando Di Leo
Fernando Di Leo (* 11. Januar 1932 in San Ferdinando di Puglia; † 1. Dezember 2003 in Rom) war ein italienischer Filmregisseur und Drehbuchautor.

## Leben
Di Leo, der in Jura seinen Abschluss machte, gewann mit 19 Jahren den dritten Preis der Coppa Murano für den Dreiakter Lume del tuo corpo è l’occhio; er schrieb Literaturkritiken und arbeitete für das Cabaret. 1963 drehte er mit anderen Diplomanden des Centro Sperimentale di Cinematografia den Episodenfilm Gli eroi di ieri, oggi, domani und war seither vor allem als Drehbuchautor für die damals populären Italowestern aktiv. Als Regisseur begann er 1967 mit der Satire Rose rosse per il Führer und verantwortete heute zu Klassikern gewordene Kriminalfilme im mafiesken Milieu, wie 1972 Milano Kaliber 9 oder ein Jahr später Der Teufel führt Regie. Später wandte er sich leichteren Stoffen zu und beendete seine Karriere mit unterdurchschnittlichen Actionfilmen. Er gilt als eine Inspirationsquelle des amerikanischen Kinos, das u. a. von Quentin Tarantino vertreten wird.

## Filme

### Drehbuch
- 1964: Eine Pistole für Ringo (Una pistola per Ringo)
- 1965: Ringo kommt zurück (Il ritorno di Ringo)
- 1966: Django – Sein Gesangbuch war der Colt (Le colt cantarono la morte e fu… tempo di massacro)
- 1966: Johnny Yuma
- 1966: Kiss Kiss, Bang Bang – Regie: Duccio Tessari
- 1966: Kopfgeld: Ein Dollar (Navajo Joe)
- 1966: Das Gold von Sam Cooper (Ognuno per sé)
- 1966: Die 7 Pistolen des McGregor (7 pistole per i MacGregor)
- 1966: Rocco – der Mann mit den zwei Gesichtern (Sugar Colt)
- 1966: Django (Django)
- 1967: Tödlicher Ritt nach Sacramento (Con lui cavalca la morte)
- 1967: Du stirbst um sechs in Tetuan (La lunga sfida)
- 1967: Der lange Tag der Rache (I lunghi giorni della vendetta)
- 1967: Die gnadenlosen Zwei (Odio per odio)
- 1967: Agent 3S3 setzt alles auf eine Karte (Omicidio per appuntamento) – Regie: Mino Guerrini
- 1967: Poker mit Pistolen (Un poker di pistole)
- 1967: Eine Kugel für Mac Gregor (7 donne per i Mac Gregor)
- 1967: Der letzte Zug nach Durango (Un treno per Durango)
- 1967: Wanted (Wanted)
- 1968: Bleigericht (Dio li crea… io li ammazzo!)
- 1968: Die letzte Rechnung zahlst du selbst (Al di là della legge)
- 1968: Einladung zum Totentanz (…E venne il tempo di uccidere)
- 1968: Gangster sterben zweimal (Gangsters '70)
- 1976: Bewaffnet und gefährlich (Liberi armati pericolosi)
- 1976: Eiskalte Typen auf heißen Öfen (Uomini si nasce poliziotti si muore)

### Regie
- 1964: Erstens – zweitens – drittens (Gli eroi di ieri, oggi, domani)
- 1968: Rose rosse per il Führer
- 1969: Note 7 – Die Jungen der Gewalt (I ragazzi del massacro)
- 1969: Die Unbefriedigte (Brucia, ragazzo, brucia)
- 1971: Das Schloß der blauen Vögel (La bestia uccide a sangue freddo)
- 1972: Milano Kaliber 9 (Milano calibro 9)
- 1972: Der Mafia-Boß – Sie töten wie Schakale (La mala ordina)
- 1973: Der Teufel führt Regie (Il boss)
- 1973: Verführung einer Sizilianerin (La seduzione)
- 1975: Asphalt Katze (Colpo in canna)
- 1975: Auge um Auge (La città sconvolta: caccia spietata ai rapitori)
- 1976: Der Stachel (Gli amici di Nick Hezard)
- 1976: Zwei Supertypen räumen auf (I padroni della città)
- 1978: Oben ohne, unten Jeans (Avere vent'anni)
- 1980: Toy (Vacanze per un massacro)
- 1984: Söldner Attack (Razza violenta)
- 1985: Killer contro killers